# Сельское поселение Голышманово
Се́льское поселе́ние Голышманово — упразднённое муниципальное образование в Голышмановском районе Тюменской области Российской Федерации.
Административный центр — рабочий посёлок Голышманово.

## История
Статус и границы сельского поселения установлены Законом Тюменской области от 5 ноября 2004 года № 263 «Об установлении границ муниципальных образований Тюменской области и наделении их статусом муниципального района, городского округа и сельского поселения».

## Население
| 2009    | 2010    | 2011    | 2012    | 2013    | 2014    | 2015    |
| ------- | ------- | ------- | ------- | ------- | ------- | ------- |
| 14 582  | ↘13 634 | ↘13 614 | ↗13 682 | ↗13 825 | ↗13 983 | ↗14 123 |
| 2016    | 2017    | 2018    | 2019    |         |         |         |
| ↗14 264 | ↗14 336 | ↘14 285 | ↘14 120 |         |         |         |

## Состав сельского поселения
| № | Населённый пункт | Тип населённого пункта                  | Население |
| - | ---------------- | --------------------------------------- | --------- |
| 1 | Голышманово      | рабочий посёлок, административный центр | ↘13 037   |